# خراش‌نگاری

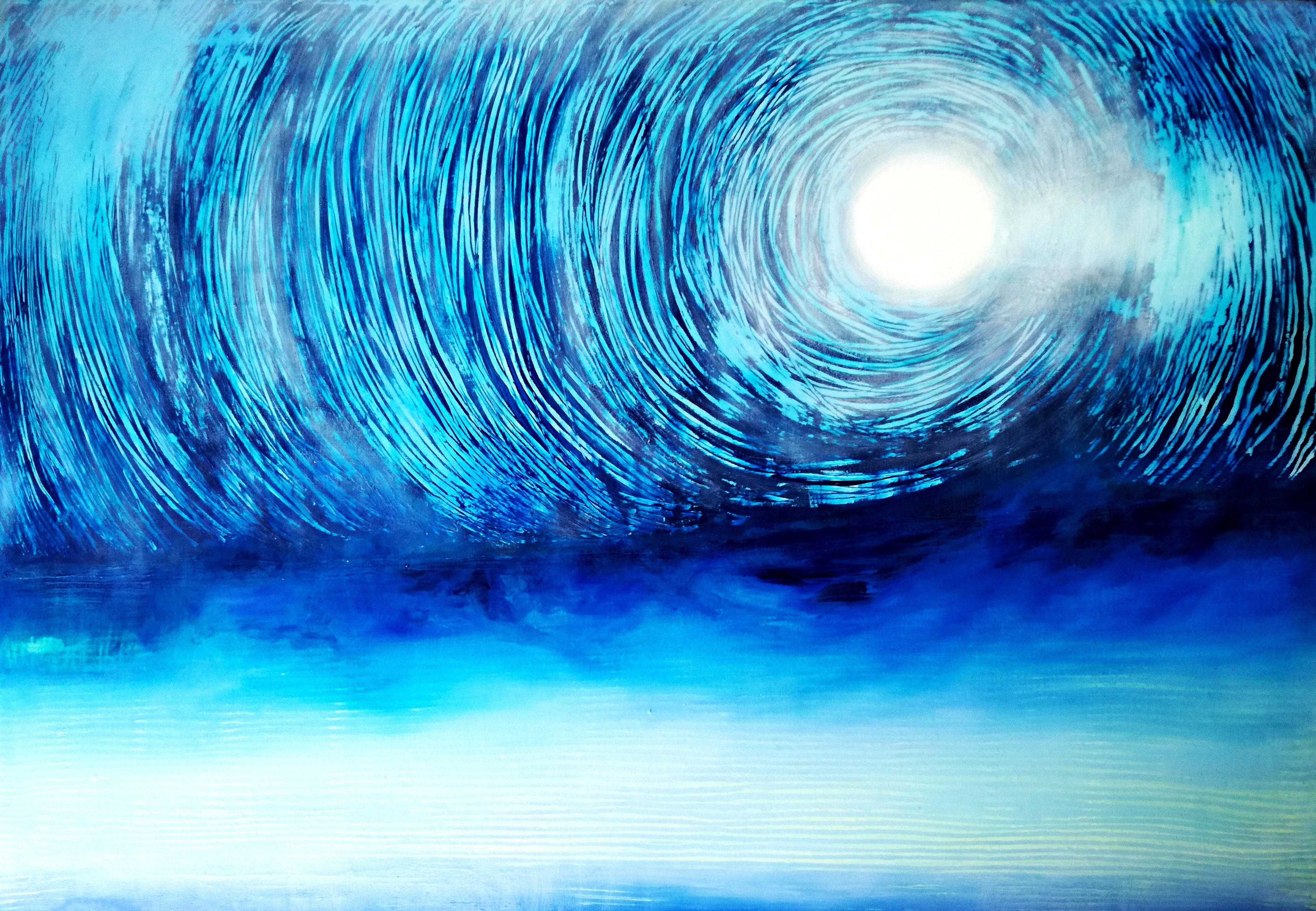
خراش‌نگاری, Giovanni Guida

خراش‌نگاری (انگلیسی: Scratchboard) تکنیک هنری ایجاد طرح روی مقوا با خراشیدن صفحهٔ جوهر سیاه و نمایان شدن لایهٔ سفید زیرین است.